# Дженнесс, Миа Синклер
Миа Синклер Дженнесс (англ. Mia Sinclair Jenness ; род. 14 декабря 2005) — американская актриса театра и кино. Она была одной из трёх девочек, которые поочередно исполняли главную роль в мюзикле «Матильда» на протяжении всего тура по США. В постановке офф-Бродвейских театров «Мэри Пейдж Марлоу» она сыграла 12-летнюю Мэри. В 2018 году Дженнесс озвучила главную героиню мультсериала «Изысканная Нэнси Клэнси». С 2014 по 2015 год она была актрисой и дублёршей в бродвейской постановке «Отверженные». Дженнесс сыграла Лили Нилл в пилотном эпизоде сериала «Паника». Она озвучила юную Паудер в мультсериале «Аркейн», основанном на многопользовательской компьютерной игре в жанре MOBA League of Legends.

## Биография
Дженнесс родилась в пригородном тауншипе Милберн, расположенном в штате Нью-Джерси, в семье актрисы Эмили Бауэр. В 2012 году в возрасте шести лет она сыграла в спектакле «И ребёнок будет лидером», посвящённом жизни в концентрационном лагере Терезиенштадт. Её брат Брэди Дженнесс также является актёром.

## Фильмография

### Фильмы
| Год  | Название                    | Роль             | Примечание  |
| ---- | --------------------------- | ---------------- | ----------- |
| 2011 | Письмо для Момо             | Уми              | Озвучивание |
| 2015 | Монстры на каникулах 2      | различные голоса |             |
| 2016 | В тени                      | Дорса            | Озвучивание |
| 2020 | 10 свиданий                 | Уоллес           |             |
| 2021 | Дитя месяца богов           | Канна            | Озвучивание |
| 2022 | Повседневная логика счастья | Молли Клок       |             |

### Телевидение
| Год       | Название                        | Роль                    | Примечание  |
| --------- | ------------------------------- | ----------------------- | ----------- |
| 2012      | Истории призраков знаменитостей | Кэди                    |             |
| 2017      | Оранжевый — хит сезона          | Юная Фрида              |             |
| 2017      | Добро пожаловать в Вэйн         | Чопорная певица         | Озвучивание |
| 2017      | Улица Сезам                     | Твинки Твинки Литл Элмо |             |
| 2018      | Голубая кровь                   | Эмили Беннет            |             |
| 2018      | Дом Рэйвен                      | Лесли                   |             |
| 2019      | Всё к лучшему                   | Юная Сэм                |             |
| 2018-2022 | Изысканная Нэнси Клэнси         | Нэнси Клэнси            |             |
| 2021-2024 | Аркейн                          | Паудер                  | Озвучивание |